# Cyril Baselios
Cyril Mar Baselios (Malayalam: മോറന്‍ മോര്‍ സിറില്‍ അസെലിഒസ് അതൊല്കിഒസ് ബാവ) O.I.C. (nacido Cyril Malancharuvil, Pandalam, Kerala, 16 de agosto de 1935 - Trivandrum, Kerala, 18 de enero de 2007) fue un religioso de la Iglesia católica siro-malankara, Arzobispo Mayor de Trivandrum de 1995 a 2007.

## Biografía
Fue ordenado sacerdote en 1960 por Benedict Mar Gregorios. Se doctoró en Derecho Canónico por la Pontificia Universidad Gregoriana de Roma en 1965, después de hacer un master en psicología en la St. John's University de Nueva York. Fue profesor en el St. Thomas Apostolic Seminary de Kottayam y en el Saint Joseph's Pontifical Institute de Mangalapuzha, Aluva. 
En 1978 fue nombrado obispo de Bathery, y en 1995 arzobispo de Trivandrum y metropolitano de la Iglesia católica siro-malankara. Recibió el palio del Papa Juan Pablo II el 9 de enero de 1996 en la Ciudad del Vaticano. En 2005 su jurisdicción fue elevada a archieparquía mayor, pasando a ser el primer arzobispo mayor de Trivandrum.
Baselios murió repentinamente de un ataque al corazón el 18 de enero de 2007, en Trivandrum. 
| Predecesor: Benedict Mar Gregorios | Arzobispo Mayor de Trivandrum 1995 - 2007 | Sucesor: Baselios Cleemis |